# 永春陂生態濕地公園
永春陂生態濕地公園是臺北市信義區的第一座都會型濕地公園 ，具有生態復育、環境教育、滯洪、居民公園等功能，由原中華民國國防部閒置的土地經臺北市政府工務局大地工程處改造而成，公園於2020年3月12日正式全面開幕。領角鴞是公園的動物代言人，包含領角鴞的視覺辨識系統由松山高商廣告設計科所設計。

## 歷史

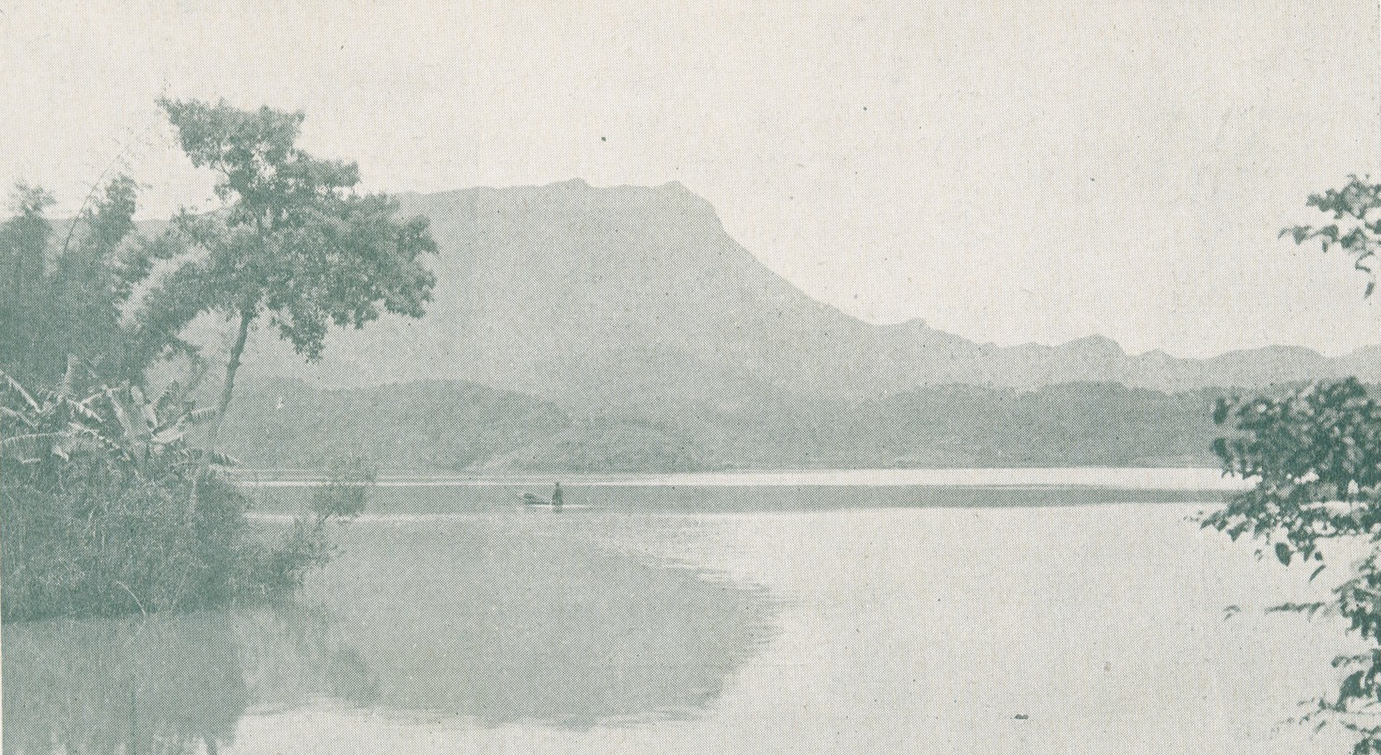
1912年永春陂

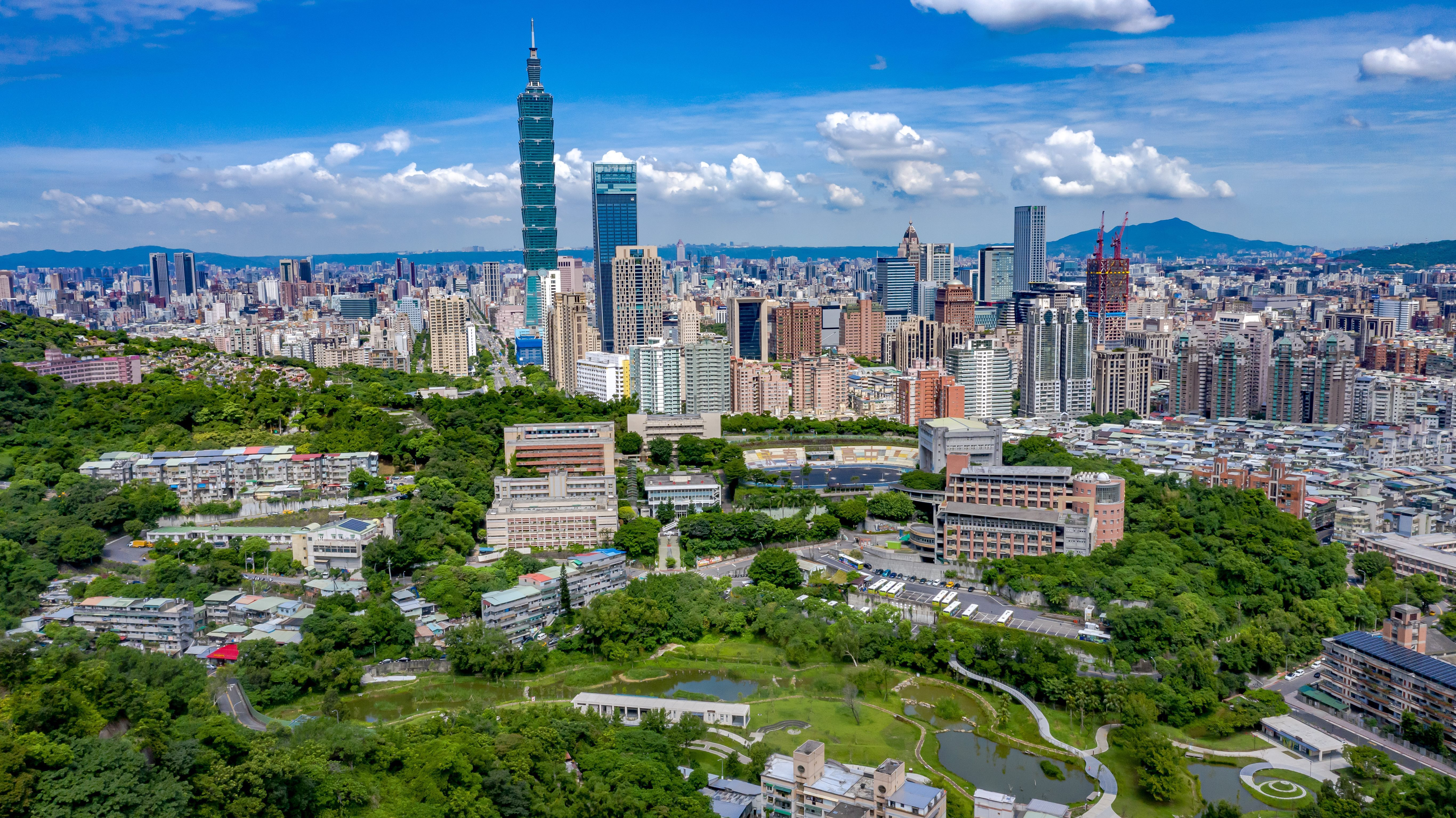
永春陂生態濕地公園與永春高中校園

永春陂為台灣清領時期，福建省永春縣人闢建的陂塘，因而得名。該陂於台灣日治時期逐漸乾涸消失，僅在永春高中旁立有永春陂原址碑留作紀錄。戰後，永春陂所在地做為永春陂營區使用，屬於中華民國國防部，軍隊撤離後則成為閒置土地。
臺北市長柯文哲上任時，原計畫於此地興建2000戶公宅，因專家學者反對而放棄此計畫。2015年7月則重新計畫永春陂濕地公園設施營造及改善工程。第一期工程於2017年5月10日動工，於同年10月3日啟用，區域內包含生態步道、生態池供民眾休憩。第二期則在2018年6月25日動工，已完成生態池整地工程，引進豹山溪及無名溪兩條溪流使生態池成型。2020年3月12日，永春陂生態濕地公園舉行開幕典禮，全區正式啟用。